# 辛德爾斯巴赫河
47°43′08″N 11°21′51″E / 47.71877°N 11.36415°E

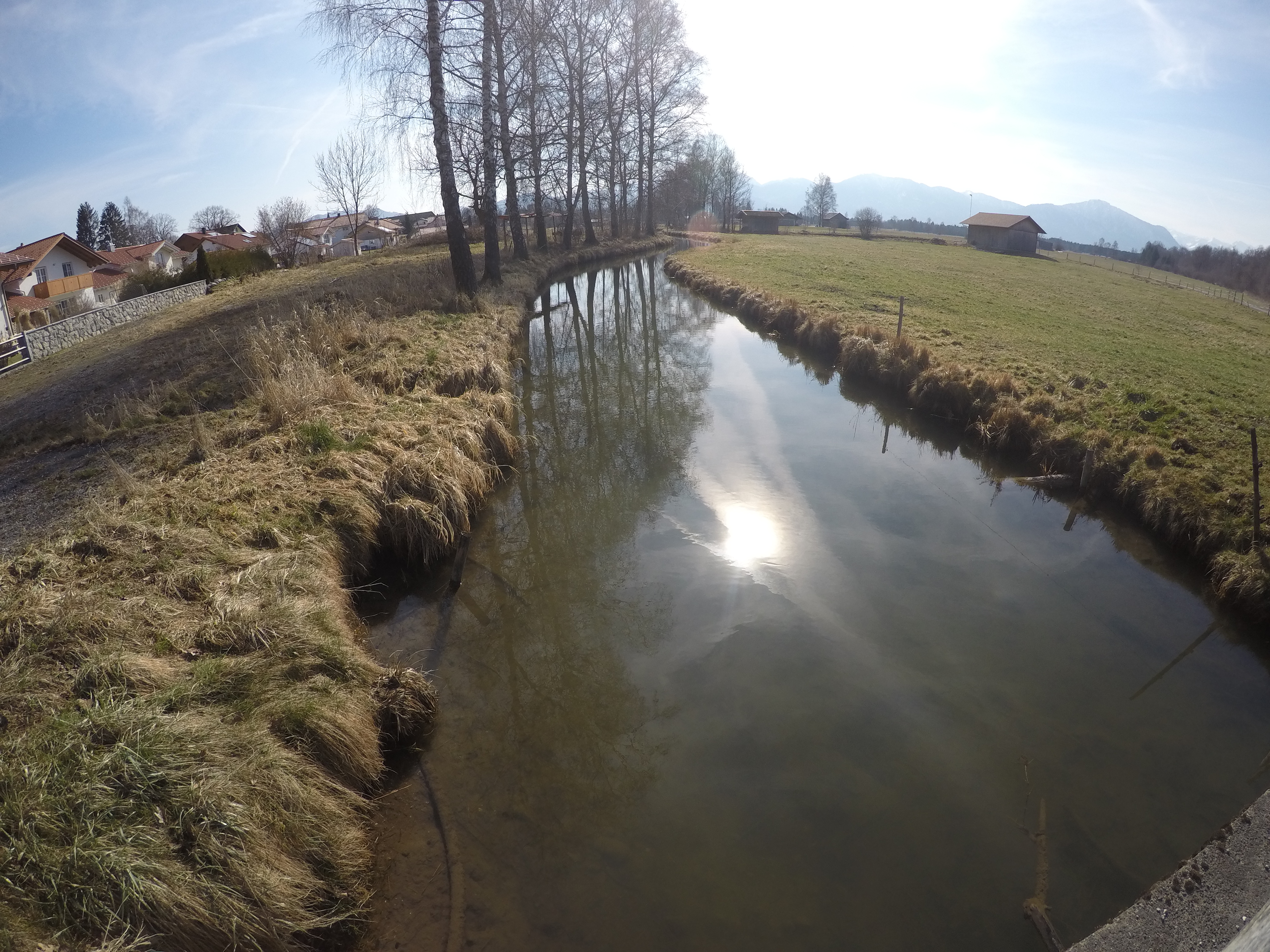

辛德爾斯巴赫河是德國的河流，位於該國東南部，由巴伐利亞負責管轄，屬於洛伊薩赫河的右支流，河道全長11.7公里，流域面積33.5平方公里。